# トレス (イタリア)
トレス（イタリア語: Tres）は、イタリア共和国トレンティーノ＝アルト・アディジェ州トレント自治県トレント自治県プレダイアにある分離集落（フラツィオーネ）。
かつては独立した自治体（コムーネ）であったが、2015年1月1日、ズマラーノ、コーレド、ターイオ、ヴェルヴォと合併し、新自治体の一部となった。

## 地理

### 位置・広がり
トレント自治県北西部、ヴァル・ディ・ノンに位置する集落。ヴァル・ディ・ノンの中心地であるクレスから南東へ7km、県都トレントから北へ28km、ボルツァーノから南西へ28kmの距離にある。

#### 隣接コムーネ
コムーネとしての「トレス」に隣接していたコムーネは以下の通り。括弧内のBZはボルツァーノ自治県所属を示す。
- コーレド
- ズマラーノ
- スフルツ
- ターイオ
- コルタッチャ・スッラ・ストラーダ・デル・ヴィーノ (BZ)
- ヴェルヴォ

## 行政

### Comunita di valle
トレント自治県が設置した広域行政組織 Comunita di valle 「ヴァル・ディ・ノン」 (it:Comunita della Val di Non) （事務所所在地: クレス）に属していた。

## 住民

### 言語
| 少数言語話者の割合（2011年） | 少数言語話者の割合（2011年） | 少数言語話者の割合（2011年） | 少数言語話者の割合（2011年） | 少数言語話者の割合（2011年） |
| ---------------------------- | ---------------------------- | ---------------------------- | ---------------------------- | ---------------------------- |
|                              |                              |                              |                              |                              |
| ラディン語                   | ラディン語                   |                              | 23.4%                        | 23.4%                        |
| モケーニ語                   | モケーニ語                   |                              | 0.0%                         | 0.0%                         |
| チンブロ語                   | チンブロ語                   |                              | 0.0%                         | 0.0%                         |

2011年10月9日に行われた国勢調査によれば、住民721人中169人（23.4%）がラディン語話者であった。